# جمعية نادي الأسير الفلسطيني
جَمعية نادي الأَسير الفِلسطيني وتعرف اختِصاراً PPSMO، وهيَ جَمعِية أهلية مَحلية إِنسانِية اجتِماعية شَعبية غير حُكومية مُستَقِلة تُعنى بِشؤون الأَسرى الفِلسطينيين وَالعَرب فِي السُجون وَالمُعتَقَلات الإِسرائِيلية، وقد تَبلورت فِكرَتُها دَاخل السُجون الإِسرائِيلية مِن قبل الأَسرى أَنفسهم مِن مُنطلق الشُعور بِالحاجة إِلى مُؤسسة شَعبية تُشكل عِنواناً لِرعاية الأَسرى وَذويهم. وللجَمعية مَكاتب وَفُروع تَعمل في كافة المُحافظات الفِلسطينية باستثناء القُدس ، والجَمعية مُرخصة من قبل وزارة الداخلية الفلسطينية تحت رقم (1) لسنة 1996.

## النشأة
تَبلورت فِكرة إِنشاء الجَمعية مِن قِبل نُخبة مِن قِيادات الأَسرى الفلسطينيين القابِعين داخل سِجن جنيد الإسرائيلي عام 1992 وذلك في أعقاب الإضراب التاريخي عن الطَعام والذي استمر 15 يوماً  ،وذلك مِن مُنطلق الشُعور بِالحاجة إِلى مُؤسسة حُقوقية تُشكِّل عِنواناً وَحاضنةً للأَسرى وَذَويهم، فَكانت الجَمعية عِبارة عن مُؤسسة جَماهيرية شَعبية قادِرة عَلى رَفع صَوت الأَسرى إِلى كُل مَكان وَتحريك قضيتُهم العادِلة بالإضافة إلى نَقل مُعاناتِهم خَلفَ القُضبان إِلى المَحافل الإِقليمية وَالدولية.
عَقدت الجَمعية مُؤتَمرها الأَول فِي جامعة بيرزيت ،حيث انتُخِبت هَيئة إِدارية فِي حينها مُكونة من 17 عضو مِن الأَسرى المُحررين .وبِتاريخ 28 فبراير 2006 عُقد المُؤتمر الثاني للجَمعية وَالذي انتُخِبَ عَلى أَثَرِه مَجلس إِدارة جَديد مُكون مِن 13 أسير وأسيرة من الأسرى المُحرَرين  ،ثم بدأت الجَمعية بفتح مَكاتِبها في المُحافظات الفلسطينية في الضفة الغَربية حيث أَصبح للجمعية مَكاتب وَفُروع تَعمل في كافة مُدن الضفة باستِثناء مَدينة القُدس حيثُ أَن الفِرع مُغلق بِسبب إجراءات الاحتلال فِي المَدينة وَعزلِها عَن باقي المدن الفِلسطينية مُنذ اندلاع انتفاضة الأقصى ،وَالذي نتج عنه أيضاً إِغلاق المُؤسسات الفِلسطينية فِي المدينة كافةً بأوامر مِن سُلطات الاحتلال العسكري الإِسرائيلي.

## الأعضاء
أَعضاء الجمعية هُم مِن الأَسرى المُعتقلين فِي السُجون الإِسرائيلية وَمِن الأَسرى المُحررين، وَباب العُضوية مَفتوح لِكل أَسير أو أَسيرة فِلسطينية أو عَربية داخِل وَخارج السُجون تَتوفر فيه/فيها شُروط العُضوية المَنصوص عليها في النِظام الداخِلي للجمعية.
يَجتمع مَجلس إِدارة الجَمعية مَرة كُل شَهر لِمُتابَعة خُطط العَمل فِي الجَمعية وَمُناقَشة الصُعوبات التي تُواجه عَمل فُروع الجَمعية وَسير خُطط العَمل فِيها، حيث يتم اتخاذ القَرارات المُناسبة التي مِن شأنها النُهوض بِالجمعية وُمسانَدة الأَسرى وَتقديم أَفضل الخِدمات المُمكِنة لَهم وَلِذَويهم، كَما يُناقش مَجلس الإِدارة أَوضاع وَسير العَمل فِي المُؤسسات التابِعة لِجمعية نادي الأَسير الفِلسطيني، وهيَ:
1. كُلية الشَهيد أَبو جِهاد للتَدريب المِهني.[5][6]، يقع مقرها الرئيسي في مدينة رام الله، ولها فروع في نابلس، وطولكرم، وقلقيلية وجنين.
2. مَحطة رَاديو وَتلفزيون أَمواج.[7]

## مَفهوم العَمل
يَستند مَفهوم عَمل الجَمعية عَلى قاعِدة أَن الأَسير الفِلسطيني هَو أَسير حَرب وَمُقاتل قانوني يَجب تَوفير الحِماية الإِنسانية وَالقانونية لَه، وَالتَصدي لِكُل الانتهاكات الإِسرائيلية التَعسفية التي يَتعرض لَها وَالتي تَنتهِك كَرامَته وَحُقوقه كَإِنسان أَولاً وَكَأسير حَرب ثانياً، حيث تَدعو الجَمعية إِلى تَطبيق القَوانين وَالشرائع الدَولية والإِنسانية وَاتفاقِيات جِنيف عَلى الأَسرى الفِلسطينيين وَالعَرب فِي السُجون الإسرائيلية، حيث تَتعاون الجَمعية وَتقوم بِالتَنسيق المُتواصل مَع كافة المُؤسسات الحُقوقية المَحلية وَالدَولية للوقوف إِلى جانب هذا الأَسير وَالتَخفيف مِن مُعاناتِه، فَتَنظر الجَمعية للأسير الفِلسطيني كَمُناضِل مِن أَجل الحُرية مِن حَقِه العَيش بِكرامة واستِقرار بَين أَبناء شَعبِه، وَلهُ الحَق فِي مُمارسة دَوره فِي بِناء المُجتمع وَمُؤسساتِه.

## الأَهداف

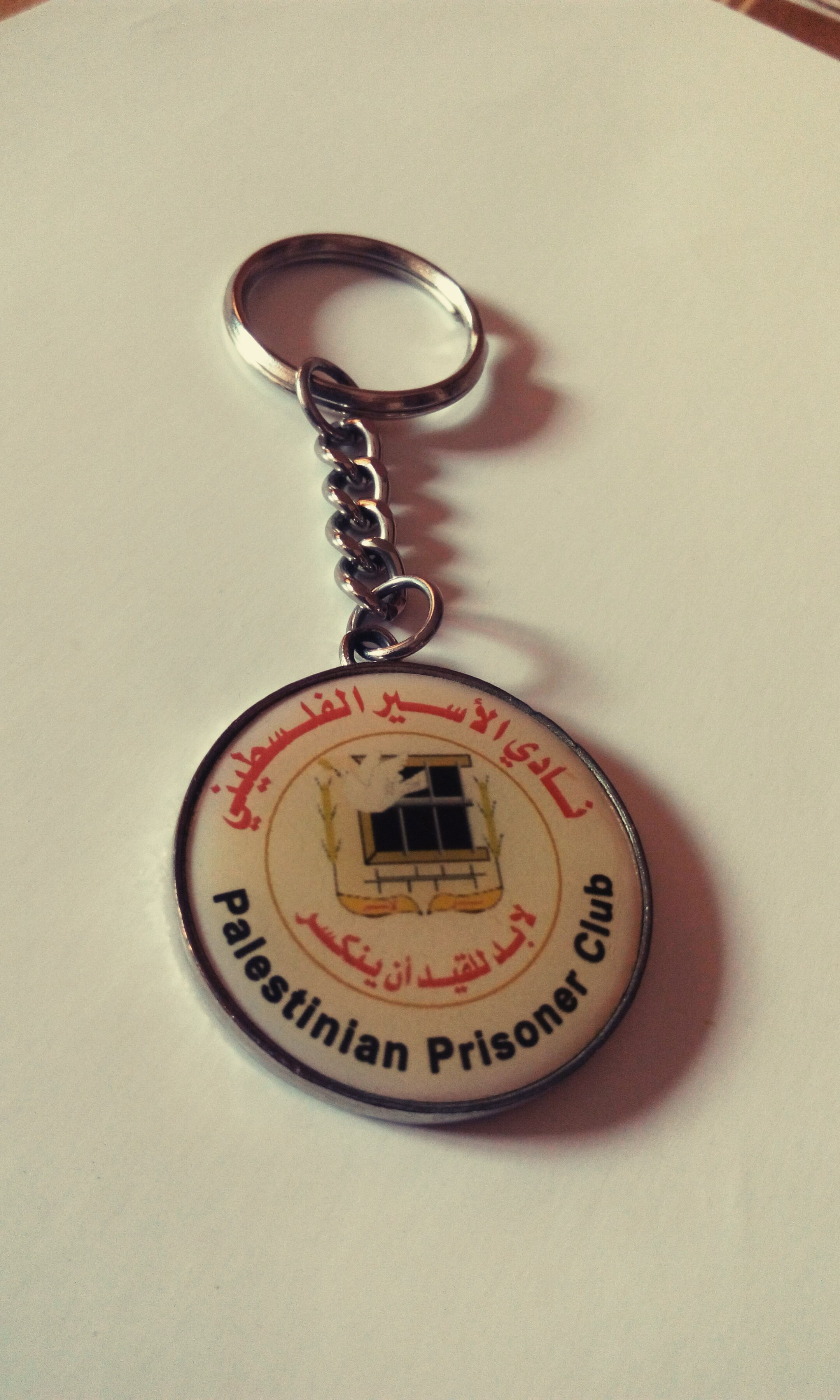
مِيدالية لِجمعية نادي الأسير

1. رعاية شُؤون الأَسرى داخِل السُجون وَالمُعتقلات وَمراكز التَوقيف وَالتحقيق الإسرائيلي.
2. مُساندة الأَسرى المُحررين وَمُساعدتهم فِي التَأهيل المُجتمعي.
3. مُساندة ذَوي الأَسرى وَأطفالِهم مِن النَّواحي الاجتماعية وَالاقتِصادية وَالصِحية وَالتعليمية.
4. المُتابعة القانونية وَالقضائية لِمَلفات الأَسرى وَالأَسيرات فِي المَحاكم الإِسرائيلية.
5. إِثارة الرَأي العام حَول الانتهاكات الإِسرائِيلية التي تُرتَكب بِحَق الأَسرى عَلى المُستويين المَحلي وَالدولي.
6. نَشر وَتوثيق التُراث الفِكري وَالثَقافي وِالإبداعي للأَسرى داخل السُجون كَجُزء مِن التُراث النِضالي الفِلسطيني.
7. إِصدار التَقارير وَالنَشرات الدَورية حَول ظُروف المُعتقلين داخِل السُجون الإسرائيلية.
8. تَنظيم النَشاطات المُساندة لِحقوق الأَسرى وَتجنيد الرأي العام لِحماية الأَسير وَصون حُقوقه الإِنسانية.
9. خَلق شَبكة مِن التَعاون وَالتَنسيق مَع المُؤسسات الحُقوقية وَالإِنسانية التي تَرعى شُؤون الأَسرى مَحلياً ودَولياً.

## النشاطات
تَقوم الجَمعية بالعَديد مِن الأَنشطة المُتنوعة وَالهادِفة إِلى إثارة قضايا الأَسرى وَحُقوقِهم، وَفَضح الانتهاكات اللاإِنسانية التَي يَتعرضون لَها في السُجون الإسرائيلية، كما تَعمل الجَمعية عَلى بَلورة أَوسع قاعِدة تَضامن شَعبي مع الأَسرى عَلى المُستوى المَحلي وَالدولي، وَمِن بَين تِلكَ الأَنشطة:
1. تَنظيم الفَعاليات المَيدانية الجَماهيرية وَالشَعبية مِثل: المَسيرات التَضامُنية وَالإِعتِصامات المَحلية والدَولية.
2. عَقد المُؤتمرات وَالمَهرجانات الجَماهيرية المَحلية وَالدولية لِتسليط الضُوء عَلى الجرائِم التي تُرتكب بِحق الأَسرى وَالأَسيرات داخِل سُجون الاحتلال الإِسرائيلي.
3. عَقد المُؤتمرات الصَحفية وَالإِعلامية محلياً وَدولياً.
4. عَقد المُؤتمرات الحُقوقية المُختَصة بِحُقوق الأَسرى عَلى المُستوى المَحلي وَالدولي.
5. تَنظيم العَديد مِن الأَنشطة الفِكرية وَالثقافية وَالرياضية وَالفنية المُساندة لِقضية الأَسرى مِثل: المُسابقات وَالندوات وَالمعارض وَالعُروض المَسرحية وَغيرها.
6. إِقامة مَراكز تَدريب مِهني للأسرى والأسيرات المُحررين مِن أَجل دَمجِهم فِي المُجتمع وَتَأهيلِهم لِمُمارسة حَياتِهم المِهَنية والانخراط في عَملية البِناء وَالتَنمية المُجتَمعية.
7. إِصدار النَشرات وَالتَقارير الصَحفية التي تُوثِق جَرائِم الاحتلال بِحق الأَسرى وَالأَسيرات وَنَشرِها في مُختَلف وَسائِل الإِعلام المَحلية وَالدَولية.

## الفروع
للجَمعية مَكاتب وَفُروع تَعمل في كافة المُحافظات الفِلسطينية باستثناء القُدس  ،وهيَ كالتالي:
|    | المَدينة  | العِنوان                                    | المُدير           |
| -- | -------- | ------------------------------------------ | ---------------- |
| 1  | رام الله | أُم الشرايط، دوار الأَمين                    | رائِد أبو الحُمص   |
| 2  | الخليل   | شارع وادي التفاح، عِماره بيت المَقدِس ط2      | أَمجد أحمد النجار |
| 3  | أريحا    | شارع المَغطس، عِماره الفتياني ط2             | عيد براهمه       |
| 4  | بيت لحم  | شارع الكركفا، عماره أبو العلاء ط2          | عبد الفتاح خليل  |
| 5  | سلفيت    | شارع شهداء الانتفاضة، عماره إياد الهِندي ط3 | نزار دقروق       |
| 6  | طوباس    | الشارع الرئيسي، عماره أبو عَنان ط2          | محمود صوافطه     |
| 7  | طولكرم   | شارع الصدر، عماره عبد الله بدران ط3        | حليمه ارميلات    |
| 8  | قلقيلية  | عماره العزي ط5                             | محمد سلمان       |
| 9  | نابلس    | شارع سفيان، عماره الأنوار ط4               | رائد عامِر        |
| 10 | جنين     | شارع أبوبكر، عماره صيد عزوكه ط1            | راغب أبودياك     |

في 25 يوليو 2020، قرر مجلس إدارة الجمعية إغلاق فروعه كافة في محافظات الضفة الغربية باستثناء فرعي رام الله وقلقيلية بحكم امتلاك الجمعية للمقرات فيها. جاء القرار نتيجة أزمة مالية تُعاني منها الجمعية منذ 2018 بعد توقف السلطة الفلسطينية من صرف الموازنة التشغيلية للجمعية.
| رئيس مَجلس إدارة النّادي        | قَدورة فارِس        |
| مُدير عام فُروع النّادي          | عَبد العال العَناني |
| المُدير التنفيذي للنّادي        | عبد الله الزغاري  |
| مُدير العلاقات العامة والإعلام | أمجد النّجار       |

## قيلَ عنها
قالَ عَنها عيسى قراقع / وَزير شُؤون الأَسرى وَالمُحررين الفلسطينيين ،في كَلِمَتِه:

## وصلات خارجية
- مقالة من مؤسساتنا الإبداعية: جمعية نادي الأسير الفلسطيني.
- موقع كلية الشهيد أبو جهاد للتدريب المِهني.
- فيلم وثائقي بعنوان «الأسرى» من إنتاج تلفزيون أمواج التابع لنادي الأسير.